# Sirotčí hrádek
Sirotčí hrádek (též Sirotčí hrad, Sirotčí hrady či Růžový hrad, německy Waisenstein nebo Rassenstein) je zřícenina gotického hradu, která se nachází nad vsí Klentnice v Pavlovských vrších. Počátky zdejšího hradu sahají do 13. století, kdy jej vystavěli Wehingenové, hrad poté patřil Lichtenštejnům a Ditrichštejnům, v 16. století zpustl. Od roku 1964 je chráněn jako kulturní památka.

## Historie

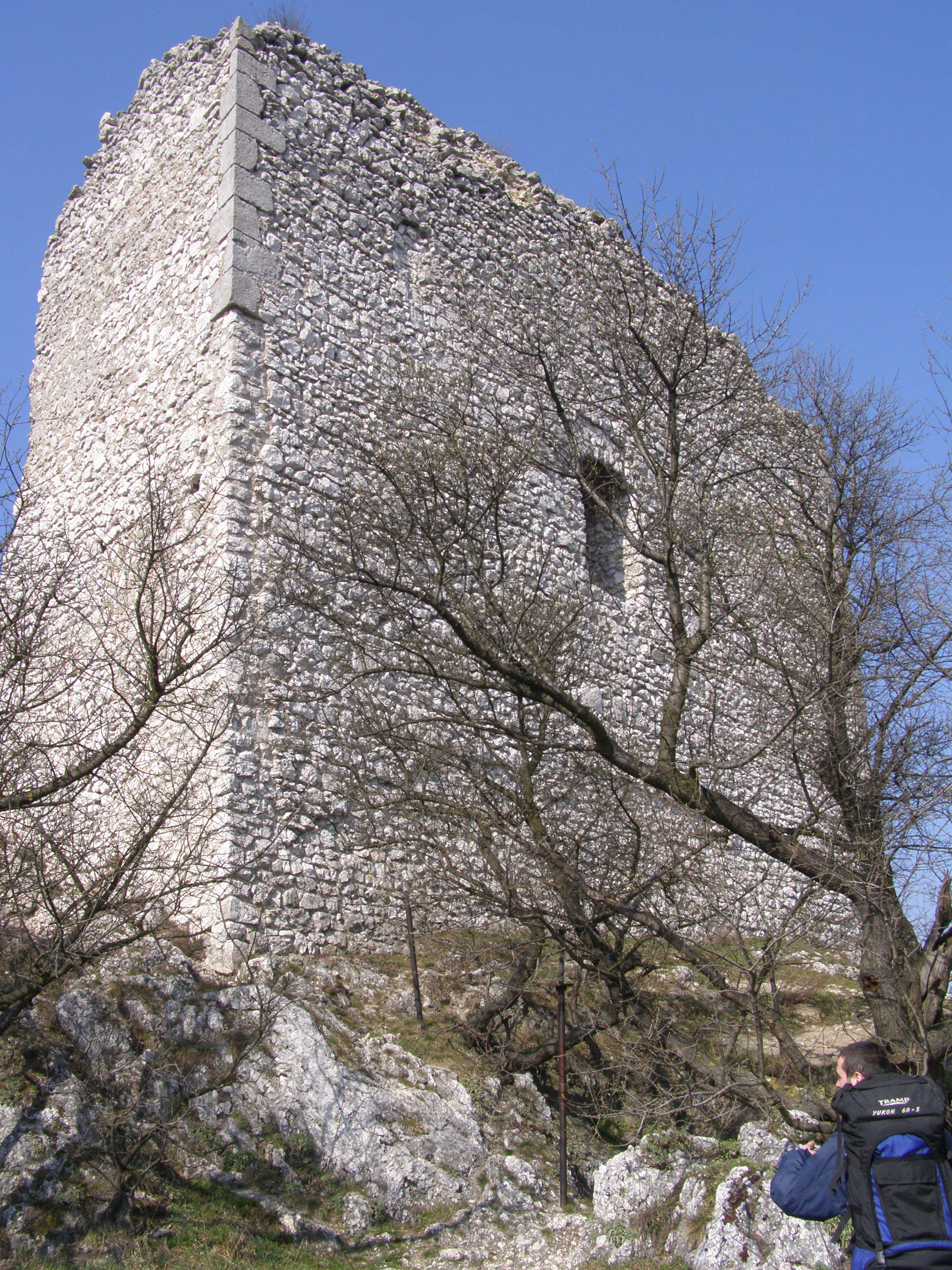
Zachovalá zeď na jižním skalisku vysoká 8 m a tlustá až 2,5 m s jedním okenním otvorem

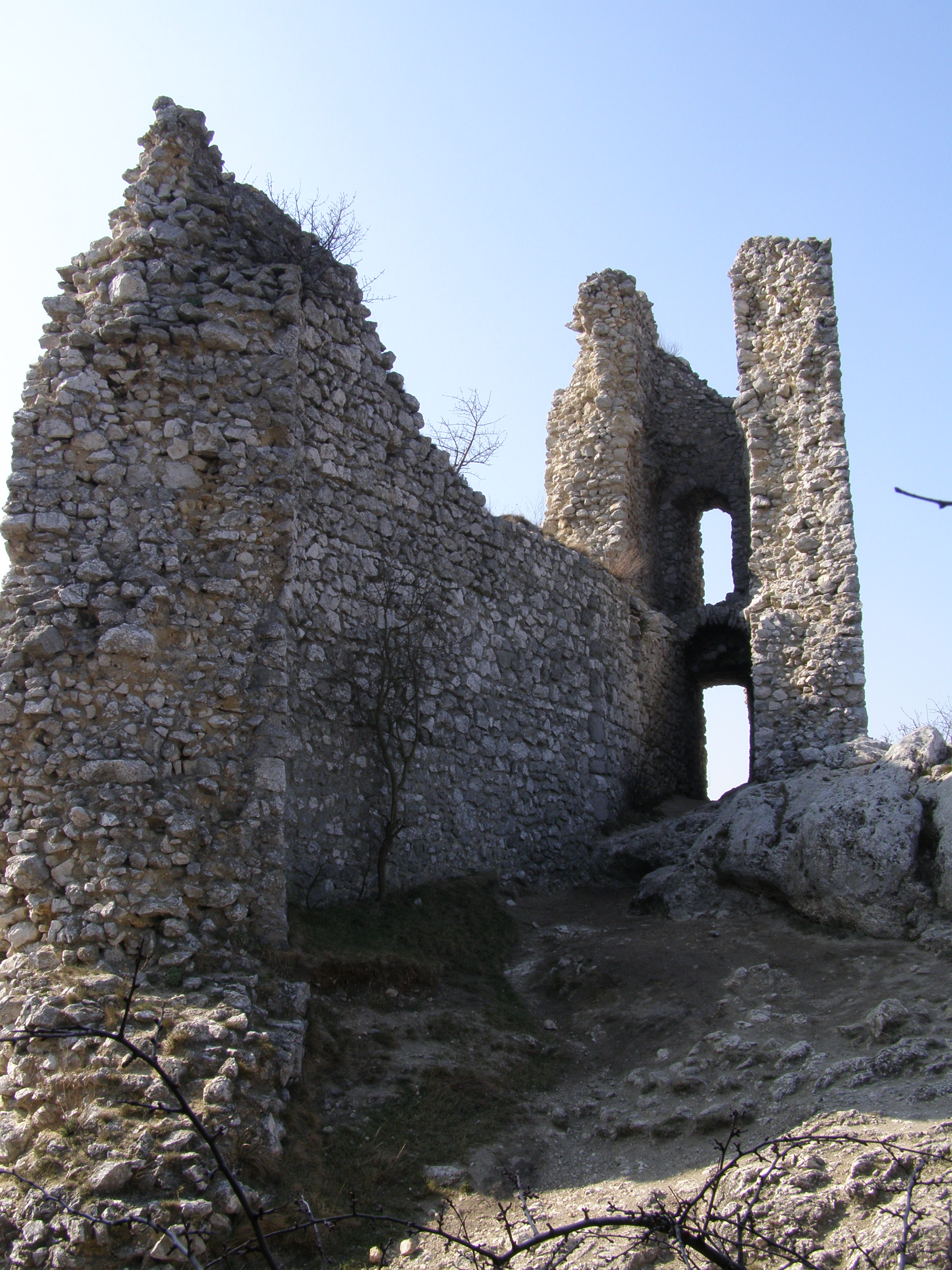
Pozůstatek paláce se třemi okenními otvory

Hrad nechal vystavět v polovině 13. století švábský rod Wehingenů, respektive jejich odnož, kterou založil rytíř Siegfried Sirotek. Po vymření rodu Wehingenů se hrad roku 1305 dostal do držení krále Václava III., který byl o rok později zavražděn. Poté jej získali Lichtenštejnové. V roce 1575 se majiteli, tehdy už pravděpodobně pustého hradu, stali Ditrichštejnové. I když se urbář z roku 1560 o Sirotčím hradě nezmiňuje, v roce 1590 jej výslovně označuje jako pustý.

## Popis
Zřícenina se nachází v těsné blízkosti obce Klentnice na severním okraji Stolové hory (jeden z kopců Pavlovských vrchů) v nadmořské výšce 458 metrů v přírodní rezervaci Růžový vrch, asi 3 km severně od Mikulova. Hrad byl vystavěn na dvou vápencových skaliscích, které dělila hluboká rokle, přičemž hlavní část hradu se nacházela na jižněji položené skále. Přes rokli pravděpodobně vedl most. Na menší plošině jižní skály byl vybudován třípatrový palác. Na severní, která je dnes nepřístupná, se nacházela hranolová strážní věž. Celé předhradí bylo ohrazeno valem a palisádou.
Z hradu se dochovala hradní zeď na jižním skalisku o výšce osmi metrů, v jejímž středu se nachází okenní otvor. Na protější straně zdi je pozůstatek třípatrového paláce vysoký několik metrů. V něm jsou hned tři okenní otvory, z toho dva jsou zakončeny lomeným obloukem. V těsné blízkosti zdi se nachází cisterna, která sloužila k zásobování hradu vodou. Na severněji položeném skalisku se dochovaly jen poměrně malé pozůstatky hradního zdiva.

## Pověst
Se sirotčím hrádkem se váže i pověst o rytíři Čičosovi, který patřil k řádu templářů. Na hradě působil jako kastelán. Když se mu měl narodit syn, přišel Čičosovi povolávací rozkaz jeho řádu. Kvůli narození syna však Čičos odmítl. Nedlouho na to se na hrad dostavil komtur, kterého Čičosova žena Růžena požádala, aby šel nově narozenému dítěti za kmotra. Podle tradičního zvyku jméno dítěte vybírá právě kmotr. Komtur nabídku přijal a dal dítěti jméno Orphanus („sirotek“). Po narození dítěte dal komtur popravit Čičose za zradu řádu a učinil tak Orphana skutečným sirotkem. Poté nechal popravit všechny obyvatele hradu (až na jednoho), zatímco vdově po Čičosovi puklo srdce žalem. Komtur z hradu odjel a Orphana vzal s sebou. Ten, když se po letech na hrad vrátil, nalezl tam jediného člověka – starce, kterému se kdysi podařilo uniknout komturovu hněvu. Když mu stařec převyprávěl, co se tehdy s jeho rodiči stalo, Orphanus zešílel a od té doby má po nocích jezdit na koni z hrádku na Turold.

## Hrad ve filmu
- O statečném kováři (1983, režie: Petr Švéda)
- Třetí skoba pro Kocoura (1983, režie: Radim Cvrček)